# 罗波洛
罗波洛（義大利語：Roppolo），是意大利比耶拉省的一个市镇。总面积8.7平方公里，人口926人，人口密度106.4人/平方公里（2009年）。ISTAT代码为096054。